# 斑壳玉山竹
斑壳玉山竹（学名：Yushania maculata）为禾本科玉山竹属下的一个种。其种加词“maculata”意为“有斑点的”。